# Andréi Malájov

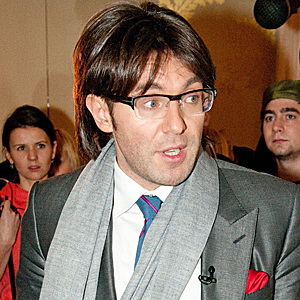
Andréi Malájov.

Andréi Nikoláyevich Malájov (en ruso Андрей Николаевич Малахов, n. el 11 de enero de 1972 en Rusia) es un presentador de televisión ruso.

## Festival de Eurovisión de 2009
Andréi junto a la famosa modelo Natalia Vodiánova fueron elegidos como encargados de realizar la presentación de las semifinales del festival celebrado
en Moscú.
Inicialmente se eligió como su compañera de copresentación a la cantante Alsou ya que la elección de ambos fue publicada el 17 de marzo de 2009.